# Balaklavský rajón
Balaklavský rajón (rusky Балаклавський район, ukrajinsky Балаклавський район, krymskotatarsky Balıqlava rayonı) je administrativní část (čtvrť) města Sevastopol. Vytvořena byla v roce 1930 jako část Krymské ASSR s administrativním centrem v Balaklavě. Roku 1957 byla z Krymské oblasti převedena do města Sevastopolu. Balaklava a Inkerman přitom ztratily status města. V roce 1976 Inkerman opět získal městský status.
Čtvrť je rozdělena na čtyři území:
- Balaklava, 24,2 tisíc obyvatel;[1]
- Inkermanská městská rada spravuje město Inkerman o 11 855 obyvatelích;[1]
- Orlinovská venkovská rada spravuje 14 sídel s 6,3 tisíci obyvateli;[1]
- Ternovská venkovská rada spravuje 2 sídla s 2,7 tisíci obyvateli.[1]